# Christoph Gaugler
Christoph Gaugler (* 1958 in Belpberg) ist ein Schweizer Schauspieler.

## Leben
Christoph Gaugler ist der Sohn des Schweizer Schauspielers Hans Gaugler (1913–1997). Seine künstlerische Ausbildung erhielt er von 1980 bis 1983 an der Hochschule der Künste Bern, in späteren Jahren folgten Weiterbildungen in New York, unter anderem bei Kristin Linklater.  Stationen seiner Theaterlaufbahn waren bislang Bühnen in der Schweiz, in Österreich und in Deutschland, hinzu kommen verschiedene Off-Produktionen in New York. Gaugler spielte am Theater Basel, am Stadttheater Luzern, am Volkstheater Wien, am Staatstheater Darmstadt und am Theater Ulm. Bekannte Rollen waren Mortimer bzw. der Graf von Kent in Friedrich Schillers Maria Stuart, Cliff in Blick zurück im Zorn von John Osborne, Lennox in Macbeth von William Shakespeare oder der Kaiser Zeno in Friedrich Dürrenmatts Romulus der Große.
Nachdem Gaugler 1983 sein Debüt vor der Kamera gegeben hatte, ist er seit Mitte der 2000er-Jahre regelmässig in Schweizer und deutschen Film- und Fernsehproduktionen zu sehen. Von 2007 bis 2010 spielte er eine durchgehende Rolle in der Krimiserie KDD – Kriminaldauerdienst, er war in mehreren Tatort-Folgen zu sehen sowie in der Schweizer Serie Der Bestatter und dem Zweiteiler Gotthard, der den Bau des Gotthardtunnels zum Inhalt hat.
Christoph Gaugler lebt derzeit in Berlin.

## Filmografie (Auswahl)
- 1983: Der Gemeindepräsident
- 1987: Eurocops – Die Falle
- 1993: Tatort: Gehirnwäsche
- 1995: Liebe Lügen
- 1998: A.S. – Letzter Bluff
- 1998: Tatort: Russisches Roulette
- 2004: Stauffenberg
- 2005: Hinter Gittern – Der Frauenknast (2 Folgen)
- 2005: Mein Name ist Eugen
- 2005: Adelheid und ihre Mörder – Sieben auf einen Streich
- 2007–2010: KDD – Kriminaldauerdienst (15 Folgen)
- 2008: Tandoori Love
- 2009:Tatort: Borowski und die Sterne
- 2010: Polizeiruf 110: Aquarius
- 2010: SOKO Leipzig – High Noon
- 2011: Hell
- 2011: Tatort: Wunschdenken
- 2011: Der Verdingbub
- 2012: Eine wen iig, dr Dällebach Kari
- 2013: Puppe
- 2013: Der Bestatter (4 Folgen als Paul Odermatt)
- 2014: Der Koch
- 2016: Gotthard
- 2019: The Last Note – Sinfonie des Lebens (Coda)
- 2020: Wilder (Fernsehreihe, 6 Folgen)
- 2021: Der Zürich-Krimi: Borchert und der eisige Tod (Fernsehreihe)
- 2021: Tatort: Der böse König
- 2023: Lubo
- 2025: Polizeiruf 110: Widerfahrnis